# 沿海路 (林園區)
沿海路（Yanhai Rd.）為高雄市林園區的東西向重要幹道，由西至東共分成四段，全線屬台17線沿海公路。西起於沿海路4巷的港埔派出所前接中門路，往西至小港區轉北到高雄國際機場、國道一號及高雄市區。途中並連結台25線鳳林公路北往大寮、鳳山區及台88線。東抵工業一路口續行石化二路接雙園大橋繼台17線南下橫跨高屏溪出海口至屏東縣東港、枋寮、恆春半島及墾丁國家公園。因沿海路也是臨海工業區來往林園工業區的聯外幹道，所以車流量較大，近年經過道路拓寬施工後成寬敞大道。是高雄市、屏東縣兩地之間沿海往來重要沿海公路路段之一。

## 行經行政區域
- 林園區

## 分段
沿海路共分成四段，屬台17線：
- 一段：東起於工業一路口接石化二路，西於沿海路279、280巷口接二段
- 二段：東於沿海路279、280巷口接一段，西於文賢南路口接三段。
- 三段：東於文賢南路口接二段，西於田厝路、港嘴三路口接四段。
- 四段：東於田厝路、港嘴三路口接三段，西止於沿海路4巷（港埔派出所前）接中門路。

## 沿線設施
（由東至西）
- 一段
  - 林園工業區
  - 高88線五福路
  - 台灣中油加油站林興站
- 二段
  - 林園商務汽車旅館
  - 鳳林路一段、高89線中芸三路
  - 國泰人壽大樓
  - 7-Eleven霖園門市
  - 瑞鋒喜宴廣場
  - 中南客運林園站
  - 林園夜市
  - 麥當勞林園店
  - 高87-1線西溪路
  - 捷運林園站（高雄捷運林園東港延伸線規劃中，為遠期計畫）
- 三段
  - 新光人壽大樓
  - 全國加油站林園站
  - 圓林園商務大飯店
  - 7-Eleven新元嘉門市
- 四段
  - 台灣中油加油站林園沿海站
  - 高88線東林西路、高87線王公路
  - 頂厝橋
  - 高87線頂厝路
  - 高雄市林園區頂厝社區發展協會
  - 高雄市林園區港埔國小 （页面存档备份，存于）
  - 捷運港埔國小站（高雄捷運林園東港延伸線規劃中，為遠期計畫）

## 計畫
- 高雄捷運紅線後續路網延伸至林園區

## 公車資訊
- 高雄客運、屏東客運、中南客運、國光客運聯營
  - 9117「墾丁列車」（經台17線）
    - 高雄客運、屏東客運、中南客運：高鐵左營站－高雄火車站－高雄國際機場－林園－東港－林邊－枋寮－楓港－恆春－墾丁
    - 國光客運：高雄客運自立站－高雄火車站－高雄國際機場－林園－東港－林邊－枋寮－楓港－恆春－墾丁
- 港都客運
  - 林園幹線（紅3） 小港站－捷運小港站－林園區公所

## 公共自行車
- 高雄市公共自行車租賃系統：
  - 沿海工業一路口：沿海路一段/工業一路西南側
  - 幸福公園：沿海路二段/文化街口(東北角)

## 相關連結
- 高雄市主要道路列表